# Ronde van Lombardije 1954
De Ronde van Lombardije 1954 was de 48e editie van deze eendaagse Italiaanse wielerwedstrijd, en werd verreden op zondag 31 oktober 1954. Het parcours leidde van Milaan naar Milaan en ging over een afstand van 222 kilometer. De wedstrijd werd gewonnen door de Italiaan Fausto Coppi in een sprint van een groep van tien renners. Met zijn vijfde overwinning verbeterde Coppi het record aantal overwinningen van zijn landgenoot Alfredo Binda.

## Uitslag
| Ronde van Lombardije 1954 |                   |                 |          |
| Plaats                    | Naam              | Ploeg           | Tijd     |
| Winnaar                   | Fausto Coppi      | Bianchi-Pirelli | 5u51'33" |
| 2                         | Fiorenzo Magni    | Nivea Fuchs     | z.t.     |
| 3                         | Mino De Rossi     | Bianchi-Pirelli | z.t.     |
| 4                         | Bruno Landi       | Fiorelli        | z.t.     |
| 5                         | Agostino Coletto  | Nivea-Fuchs     | z.t.     |
| 6                         | Giorgio Albani    | Legnano         | z.t.     |
| 7                         | Aldo Moser        | Torpado-Ursus   | z.t.     |
| 8                         | Walter Serena     | Bottecchia      | z.t.     |
| 9                         | Primo Volpi       | Arbos           | z.t.     |
| 10                        | Valerio Chiarlone | Welter-Ursus    | z.t.     |
|                           |                   |                 |          |
| 22                        | Jozef Schils      | Bianchi-Pirelli | + 5' 38" |

1905 · 1906 · 1907 · 1908 · 1909 · 1910 · 1911 · 1912 · 1913 · 1914 · 1915 · 1916 · 1917 · 1918 · 1919 · 1920 · 1921 · 1922 · 1923 · 1924 · 1925 · 1926 · 1927 · 1928 · 1929 · 1930 · 1931 · 1932 · 1933 · 1934 · 1935 · 1936 · 1937 · 1938 · 1939 · 1940 · 1941 · 1942 · 1943 · 1944 · 1945 · 1946 · 1947 · 1948 · 1949 · 1950 · 1951 · 1952 · 1953 · 1954 · 1955 · 1956 · 1957 · 1958 · 1959 · 1960 · 1961 · 1962 · 1963 · 1964 · 1965 · 1966 · 1967 · 1968 · 1969 · 1970 · 1971 · 1972 · 1973 · 1974 · 1975 · 1976 · 1977 · 1978 · 1979 · 1980 · 1981 · 1982 · 1983 · 1984 · 1985 · 1986 · 1987 · 1988 · 1989 · 1990 · 1991 · 1992 · 1993 · 1994 · 1995 · 1996 · 1997 · 1998 · 1999 · 2000 · 2001 · 2002 · 2003 · 2004 · 2005 · 2006 · 2007 · 2008 · 2009 · 2010 · 2011 · 2012 · 2013 · 2014 · 2015 · 2016 · 2017 · 2018 · 2019 · 2020 · 2021 · 2022 · 2023 · 2024 · 2025